# 黄世晔
黄世晔（1919年—2020年2月26日），江苏省溧阳县人，中国历史学家，复旦大学教授。

## 生平
1919年生于江苏省溧阳县上黄镇桥西村。1943年毕业于国立西南联合大学经济系。1949年后，历任华东人民革命大学工农速成中学图书馆主任、教务主任，复旦大学历史系副主任、教授，《教学工作》主编，上海历史学会理事等职。专长中国古代史，也曾从事拉丁美洲历史研究。主讲中国史学史、中国古代职官制度等课程。业余喜欢唱京戏。著有《墨西哥简史》《中国历史选》等。合作翻译和编译《十三天》《与阿连德对话》《古巴革命战争回忆录》《苏联与拉丁美洲》等书籍。代表性论文《从〈福翁自传〉谈起》等。
2020年2月26日20时19分在上海交通大学医学院附属新华医院逝世。